# Bleke grasmot
De bleke grasmot (Crambus perlella) is een vlinder uit de familie grasmotten (Crambidae). De wetenschappelijke naam van de soort is voor het eerst geldig gepubliceerd in 1763 door Scopoli.
De spanwijdte bedraagt tussen de 19 en 28 millimeter.
De volwassen vlinders drinken vaak de nectar van verschillende margrietsoorten.
De vliegtijd voor deze in Nederland en België algemeen voorkomende vlinder is juli en augustus.